# AeroLogic
AeroLogic — немецкая грузовая авиакомпания, базирующаяся в Шкойдице и в аэропорту Лейпцига.

## История
AeroLogic возникла в результате совместного предприятия DHL Express и Lufthansa Cargo, существовавшего с 2004 года. В качестве правовой основы для этапа планирования без названия или только как обозначенная авиакомпания NewCo (новая корпорация, dt.: «Новая компания») 12 сентября 2007 года в коммерческий реестр была внесена готовая компания Blitz 07-343 GmbH. 9 января 2008 г. название было изменено на Aerologic GmbH, которым оно было официально объявлено 28 января.
26 мая 2009 года Федеральное управление гражданской авиации предоставило AeroLogic лицензию на перевозку почты и грузов в коммерческих перевозках после того, как ранее выдало лицензию на первый Boeing 777, зарегистрированный в Германии для грузовой авиакомпании. Официальные полёты AeroLogic выполнялись с 19 июня 2009 года.

## Воздушный флот

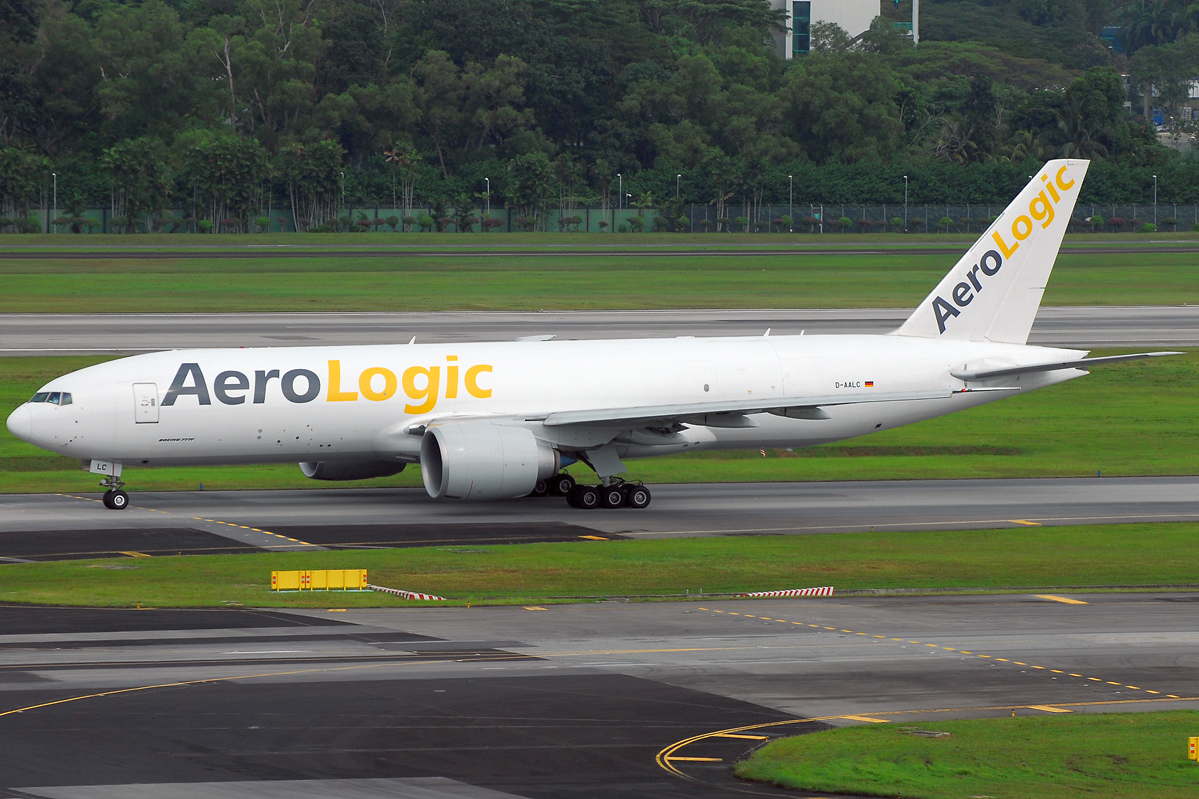
AeroLogic Boeing 777F в аэропорту Сингапура

По состоянию на май 2021 года, воздушный флот авиакомпании состоит из 18 самолётов Boeing 777F. Ожидается поступление ещё одного такого борта. Средний возраст самолёта — 6,9 лет.